# Lista de cogumelos mortíferos
Apesar de muitas pessoas temerem o envenenamento por cogumelos, apenas um pequeno número dentre os muitos corpos frutíferos macroscópicos vulgarmente chamados cogumelos é comprovadamente fatal para os humanos.
| Cogumelos mortais                                          |                          |                                   |                         |                                                                                             |                                                                           |        |
| Cogumelos com risco de morte significativo se ingeridos    |                          |                                   |                         |                                                                                             |                                                                           |        |
| Nome científico                                            | Nome comum               | Agente ativo                      | Toxicidade              | Habitat                                                                                     | Espécies comestíveis semelhantes                                          | Imagem |
| Amanita abrupta Peck                                       |                          | Aminoácidos                       | Fígado                  | Florestas mistas, América do Norte Oriental, e Ásia Oriental                                |                                                                           |        |
| Amanita arocheae Tulloss, Ovrebo & Halling                 |                          | Amatoxinas                        | Fígado                  | Florestas (carvalho) México                                                                 |                                                                           |        |
| Amanita bisporigera G. F. Atk.                             |                          | Amatoxinas                        | Fígado                  | Florestas (pinheiro e carvalho)                                                             |                                                                           |        |
| Amanita exitialis Zhu L. Yang & T.H. Li                    |                          | Amatoxinas                        | Fígado                  | Florestas decíduas Guangdong, China                                                         |                                                                           |        |
| Amanita magnivelaris Peck                                  |                          | Amatoxinas                        | Fígado                  | América do Norte, Guatemala                                                                 |                                                                           |        |
| Amanita muscaria (L.:Fr.) Lam.                             |                          | Amatoxinas                        | Fígado                  | Florestas (carvalho) Noroeste Pacífico América do Norte                                     |                                                                           |        |
| Amanita phalloides (Vaill. ex Fr.) Link                    |                          | Amatoxinas                        | Fígado                  | Florestas (várias) Europa, África do Norte, América do Norte, Austrália (SE), Nova Zelândia | Volvariella volvacea, Russula virescens Amanita lanei Tricholoma equestre |        |
| Amanita smithiana Bas                                      |                          | desconhecido                      | Rins                    | Florestas Japão e Noroeste Pacífico                                                         |                                                                           |        |
| Amanita subjunquillea S. Imai                              |                          | Amatoxinas                        | Fígado                  | Florestas Ásia (Este e Sudeste), Japão, Índia                                               |                                                                           |        |
| Amanita verna (Bull.: Fr.) Lam.                            |                          | Amatoxinas                        | Fígado                  | Florestas (várias) Europa                                                                   | Agaricus arvensis Agaricus campestris Lycoperdon spp.                     |        |
| Amanita virosa (Fr.) Bertillon                             |                          | Amatoxinas                        | Fígado                  | Florestas (várias) Europa                                                                   | Agaricus arvensis Agaricus campestris Lycoperdon spp.                     |        |
| Clitocybe dealbata (Sowerby) Gillet                        |                          | Muscarina                         | SNC                     | Pradaria Europa, América do Norte                                                           | Marasmius oreades                                                         |        |
| Clitocybe rivulosa (Pers.) P. Kumm.                        |                          | Muscarina                         | SNC                     | Pradaria Europa, América do Norte                                                           | Marasmius oreades                                                         |        |
| Conocybe filaris (Fries) Kühner                            |                          | Amatoxinas                        | Fígado                  | Pradaria, relvados América do Norte                                                         | Psilocybe spp.                                                            |        |
| Cortinarius gentilis (Fr.) Fr.                             |                          | Orelanina                         | Rins                    |                                                                                             |                                                                           |        |
| Cortinarius orellanus Fries                                |                          | Orelanina                         | Rins                    | Florestas de coníferas Europa do Norte                                                      |                                                                           |        |
| Cortinarius rubellus Cooke                                 |                          | Orelanina                         | Rins                    | Florestas de coníferas Europa do Norte                                                      |                                                                           |        |
| Cortinarius splendens Rob. Henry                           |                          | Orelanina                         | Rins                    |                                                                                             |                                                                           |        |
| Galerina marginata (Batsch) Kühner                         |                          | amatoxinas                        | Fígado                  |                                                                                             | Kuehneromyces mutabilis                                                   |        |
| Galerina sulciceps (Batsch) Kühner                         |                          | Amatoxinas                        | Fígado                  | Indonésia                                                                                   |                                                                           |        |
| Gyromitra esculenta (Pers. ex Pers.) Fr.                   |                          | Giromitrina                       | Fígado                  | Florestas de coníferas Latitudes setentrionais                                              | Morchella spp.                                                            |        |
| Inocybe erubescens A. Blytt                                | (antes I. patouillardii) | Muscarina                         | SNC                     | Florestas decíduas (faia) Europa                                                            | Calocybe gambosa, Agaricus spp., Cortinarius caperatus                    |        |
| Lepiota brunneoincarnata Chodat & C. Martín                |                          | Amatoxinas                        | Fígado                  | Florestas de coníferas Europa                                                               |                                                                           |        |
| Lepiota helveola Bres.                                     |                          | Amatoxinas                        | Fígado                  | Florestas de coníferas Europa                                                               |                                                                           |        |
| Lepiota castanea Quél                                      |                          | Amatoxinas                        | Fígado                  | Florestas de coníferas Europa                                                               |                                                                           |        |
| Lepiota josserandi                                         |                          | Amatoxinas                        | Fígado                  | Florestas de coníferas América do Norte                                                     |                                                                           |        |
| Lepiota xanthophylla P.D. Orton                            |                          |                                   |                         |                                                                                             |                                                                           |        |
| Cogumelos para os quais estão documentadas mortes isoladas |                          |                                   |                         |                                                                                             |                                                                           |        |
| Nome científico                                            | Nome comum               | Agente ativo                      | Toxicidade              | Habitat                                                                                     | Espécies comestíveis semelhantes                                          | Imagem |
| Boletus pulcherrimus Fr.                                   |                          | Muscarina                         | gastrointestinal severa | Florestas Oeste da América do Norte                                                         | Boletus spp.                                                              |        |
| Entoloma sinuatum (Bull.) P. Kumm.                         |                          | desconhecido                      | gastrointestinal severa | Florestas decíduas América do Norte, Europa                                                 | Clitopilus prunulus Calocybe gambosa                                      |        |
| Hypholoma fasciculare (Huds.:Fr.) P. Kumm.                 |                          | Fasciculol                        | gastrointestinal severa | Florestas Oeste da América do Norte                                                         | Armillaria mellea Hypholoma capnoides                                     |        |
| Lactarius torminosus (Schaeff.) Gray                       |                          | desconhecido                      | gastrointestinal severa | Florestas Europa do Norte                                                                   | Lactarius deliciosus                                                      |        |
| Lepiota subincarnata J.E. Lange                            |                          | Amatoxinas                        | Fígado                  | terrenos cultivados, relvados América do Norte                                              |                                                                           |        |
| Paxillus involutus (Batsch ex Fr.) Fr.                     |                          | desconhecido                      | auto-imune, hemólise    | Pradaria Europa                                                                             |                                                                           |        |
| Russula subnigricans Hongo                                 |                          | ácido cicloprop-2-eno carboxílico | rabdomiólise            | Japão, China e América do Norte                                                             |                                                                           |        |
| Tricholoma equestre (L.) P. Kumm.                          | Míscaro-amarelo          | ácido cicloprop-2-eno carboxílico | rabdomiólise            | Florestas Europa                                                                            |                                                                           |        |